# 大日本回教協会
大日本回教協会（だいにほんかいきょうきょうかい、旧字体：大日本囘敎協會）は、かつて大日本帝国に存在したイスラーム（回教）研究・工作機関。かつて首相を務めた林銑十郎を初代会長として1938年（昭和13年）9月に設立され、1945年（昭和20年）10月に解散するまでの7年の間、日本国民にイスラームを知らしめる広報活動を行い、また、外務省や大東亜省の指導のもとで占領地でのムスリムの管理などの意見具申を行った。

## 歴史

### 背景
明治や大正の時代から日本陸軍を中心としてイスラームへの注目がなされていたが、いずれも小規模で散発的なものだった。しかし、満州事変で中国へ進出したことにより、反漢民族勢力として、また、反共勢力として満州や華北のムスリムへの着目が進んだ。1932年には大久保幸次を所長とするイスラム文化研究所が設立され、1938年5月には在日タタール人を中心に東京モスクが設立された。

### 結成

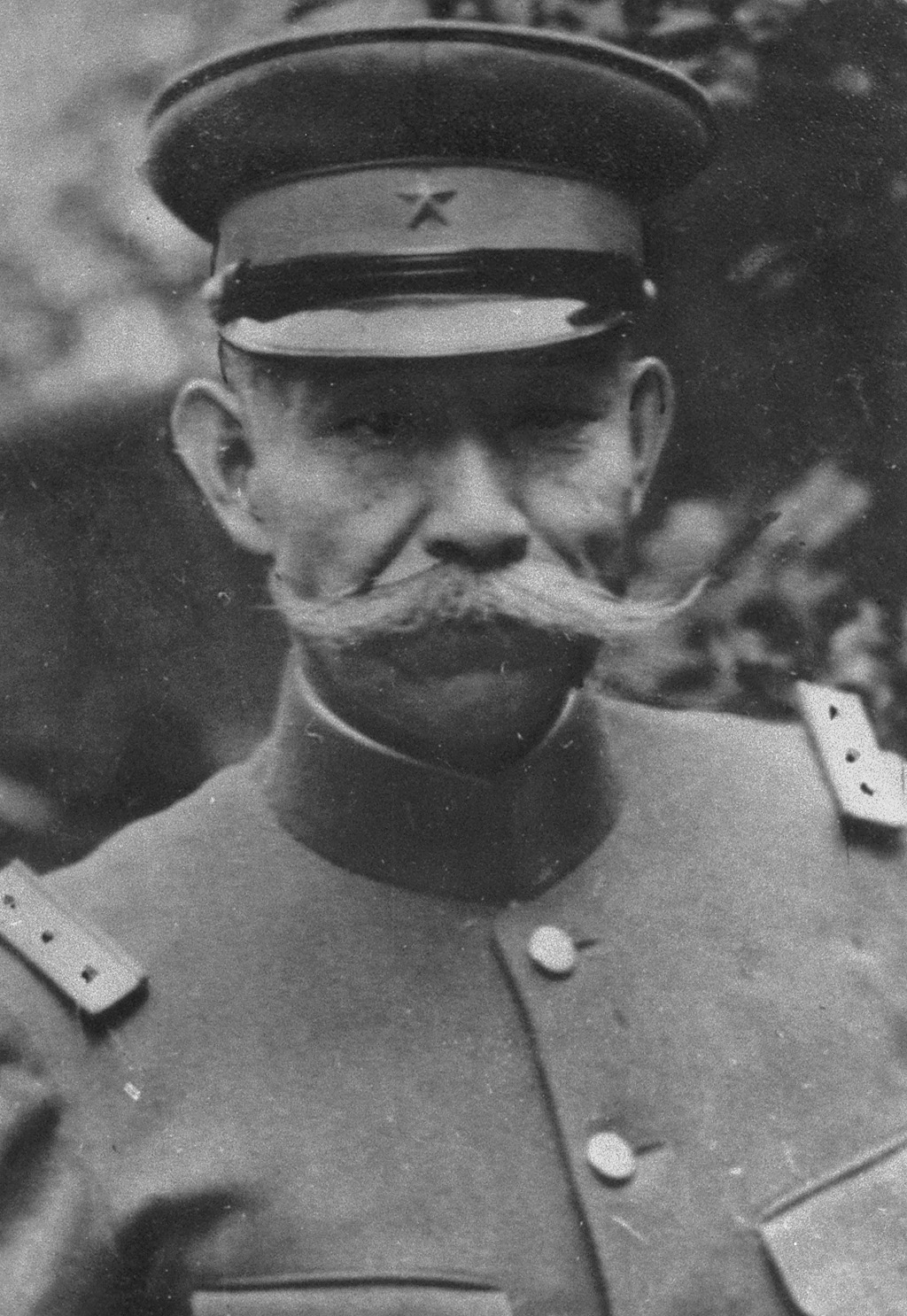
初代会長である林銑十郎。

1938年（昭和13年）4月、葛生能久の呼びかけによって貴族院議員の井上清純、アジア主義者の頭山満、そして第33代内閣総理大臣の林銑十郎ら十数名がイスラーム対策機関の開設のため集まった。1938年（昭和13年）5月には大日本回教徒連盟の設立構想が示され、黒竜会に創立仮事務所が設置された後、数か月の準備期間を経て同年9月19日に九段軍人会館で大日本回教協会が発足した。発足の式典には約200人が参加し、初代会長には林銑十郎が就任した。そして以下の創立趣旨が宣言された。
我等ハ囘敎問題ノ根本的󠄁調󠄁査硏󠄀究ヲ行ヒ、我國民ニ囘敎諸󠄀國ノ實情󠄁ヲ知ラシムルト共ニ、世界ノ囘敎徒ニ向ツテ我國文󠄁通󠄁ノ眞相ヲ傳ヘ、相互ノ通󠄁商貿易ヲ助長シ以テ彼我ノ親善關係ヲ增進󠄁シ、倂セテ世界ノ平󠄁和ニ寄與スル—大日本回教協会創立趣旨
協会は陸軍省、海軍省と外務省で構成された回教問題委員会の指導下に置かれたが、陸軍省と海軍省から合わせて初年度のみ2万円の資金援助があった一方で、外務省から年間10万円の資金援助を受けており、実際に回教協会への指導を行っていたのは外務省であった。
協会は1939年（昭和14年）2月に、内藤智秀などが所属していたイスラム文化協会を吸収して協会の調査部として再編した。羽田 (2021)は、この吸収を機に協会の本格的な調査研究が始まったとしている。
1939年の第74回帝国議会において、回教協会は政府提出の宗教団体法の第一条「本法ニ於テ宗教団体トハ神道教派、仏教宗派及基督教其ノ他ノ宗教ノ教団（以下単ニ教派、宗派、教団ト称ス）並ニ寺院及教会ヲ謂フ」に「回教」を明記するように要求し、イスラームを公認するように求めたが、これは実現しなかった。
4月には機関誌である『回教世界』の第1号が刊行された。また、『回教圏早わかり』のような出版物や、後述する「回教圏展覧会」を開催するなどしたが、このような国内啓蒙や対外宣伝といった活動の多くは大した成果を上げられず、1941年には唯一の財源で会った外務省からの資金援助が年間10万円から5万円に減額された。これによって『回教世界』は廃刊され、アラビア語新聞の発行計画も中止された。

### 消滅の危機

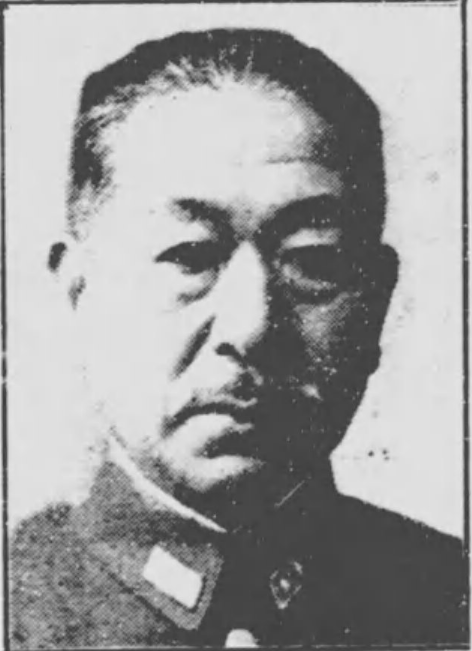
2代目会長である四王天信孝。

1942年11月、任期満了に伴う人事の交代があり、陸軍の予備中将で衆議院議員の四王天延孝が会長兼理事長に就任した。副会長には大阪商船社長の村田省蔵、専務理事には実業家の大村謙太郎と元満州国鉄道局官吏の梅沢修平が選ばれた。しかし、1943年2月18日、外務省は回教協会に、1943年以降の資金援助を打ち切る旨の電報を送り、回教協会は消滅の危機に陥った。会長である四王天は回教協会を存続させるために国会で回教政策の重要性を訴え、回教協会は、四王天や政府の一連の答弁を宣伝材料として『第八十一回帝国議会に於ける回教問題の審議』というパンフレットを作製した。このような議会での工作の他、回教協会は政府と数十回もの協議を行った。回教協会は、大川周明とも接触した。回教協会は大川を1943年5月3日の講演会に出演を依頼した。また、同月13日と14日には会長である四王天ら回教協会幹部と大川が会食を行い、同月26日には東京の赤坂で会食を行った。1943年7月には外務省からの年間5万円の資金援助が再開され、さらには大東亜省からも年間8万円の資金援助が行われることが決定した。資金援助が再開、または始まるのに際して外務省と大東亜省から回教協会に対して業務指示が行われた。
今般大東亞省トノ協議ノ結果當省ヨリ貴協會ニ對シ本年度補助金亓萬圓也ヲ支給スルコトヽナリタル處（大東亞省ヨリハ別ニ金八萬圓也支給ノ筈）、今次󠄁新發足ニ當リテハ、協會ノ人事ニ適󠄁任者󠄁ヲ得テ內容ヲ充實シ堅實且實效的󠄁ナル事業ヲ實施スルコトニヨリ大東亞戰爭完遂󠄂ニ協力サルヽ樣致度、此際協會當面ノ事業ニ關シ左記ノ通󠄁指示ス。
一、對西亞宣傳ニ對スル協力（本事業ハ機密性ヲ有󠄁ス）
 現在實施中ノ西亞向宣傳放送󠄁ノ原稿作製及󠄁資󠄁料ノ整備等ニ協力スルモノトス。但本件協力者󠄁ハ西亞事情󠄁ニ精󠄀通󠄁シ少クモ英語、出來得レハ「アラビア」語「ペルシア」語ニ堪能ナルコトヲ要󠄁ス。
二、來朝󠄁又ハ在畱囘敎徒ノ斡旋接待
 必要󠄁ニ應シ、來朝󠄁囘敎徒又ハ在畱囘敎徒ノ世話接待ヲナスモノトス。尙敎團ニ對シテハ每月󠄁適󠄁當額ノ補助金ヲ支給スルモノトス。
三、囘敎問題ニ關スル國內啓󠄁發
 本件事業ニ付テハ關係官廳（主トシテ本省大東亞省及󠄁情󠄁報局）ト緊密ナル聯絡ノ上、實效アル啓󠄁發ヲ行フモノトスルモ、既󠄀存囘敎關係機關トノ重複ヲ避󠄁クルコトヲ要󠄁ス。
四、囘敎關係機關トノ聯絡
 囘敎問題ニ對スル諸󠄀機關又ハ硏究家ト聯絡シ相互ノ重複ヲ避󠄁クル如クスルト共ニ本問題ノ推進󠄁ヲ相互協力スルコト。
五、人事及󠄁會計
 協會ノ人事ニ關シテハ事前󠄁ニ本省關係課ノ了解ヲ得ルト共ニ年四囘會計報吿書ヲ提出スルモノトス。—外務省、大日本回教協会当面ノ事業ニ関スル指示
今般本省ハ外務省トノ協議ノ結果、大日本囘敎協會ニ對シ、本年度分󠄁（卽チ本年四月󠄁一日ヨリ明󠄁年三月󠄁三十一日迄）補助金トシテ金八萬圓也ヲ支給スルコトヽナリタルヲ以テ、（外務省ヨリハ別ニ金亓萬圓也ヲ支給ノ筈）茲ニ、新發足ノ同協會ノ事業ニ關シ、左記ノ通󠄁リ指示ス。
 尙本協會ノ經營問題ニ關スル從來ノ諸󠄀經緯󠄁ニ鑑ミ、今次󠄁協會ノ再󠄀出發ニ當リテハ、特ニ本省ト緊密ナル聯絡ヲ保持シテ、人事ニ其ノ人ヲ得ルト共ニ、其ノ事業ノ堅實ニシテ且實效的󠄁ナランコトヲ期󠄁スルヲトヽ致度。
（一）對外宣傳（本事業ハ機密性ヲ有󠄁ス）
 (イ)囘敎徒向海󠄀外放送󠄁原稿ノ作成、及󠄁資󠄁料ノ整備ヲナスモノトス。（本事業ニ關シテハ主トシテ外務省調󠄁査四課長及󠄁情󠄁報局三部課長ト聯絡協議ノ上、速󠄁ニ具󠄁體案ヲ作成シ實施ニ移ルモノトス）
 (ロ) 支那西北地域、雲南地方、及󠄁印度等近󠄁接敵地ノ囘敎徒ニ對スル宣傳及󠄁情󠄁報工作ニ關シ立案スルモノトス。（本項事業ハ大體現地機關ニ於󠄁テ實施中ノモノナルカ、差當リ協會トシテハ、右近󠄁接地域ノ諸󠄀般ノ事情󠄁ヲ調󠄁査較󠄁量シテ、實行可能ナル方策ヲ立案具󠄁申スルモノトス）
 (ハ) 大東亞地域內ノ囘敎徒ニ對スル、取扱󠄁及󠄁宣傳ノ現狀ニ關スル調󠄁査報吿及󠄁右ニ關スル今後ノ施策ニ就キ意󠄁見具󠄁申スルモノトス。
 （二）要󠄁員養󠄁成ニ關スル硏究（本事業ハ機密性ヲ有󠄁ス）差當リテハ、現在本邦󠄁ニ行ハレ居ル民間養󠄁成機關又ハ篤志家ノ活動ニ關スル調󠄁査報吿及󠄁本件ニ關スル諸󠄀方面ノ意󠄁見、計劃、及󠄁其ノ他資󠄁料ノ蒐集報吿ヲナスモノトス。
 （三）調󠄁査協會自身ノ調󠄁査硏究ト竝行シテ、各方面ニ行ハレ居ル囘敎問題ニ關スル硏究調󠄁査ノ結果ヲ綜合集約󠄁シテ政府ノ政策樹立ニ活用セシムルコト、及󠄁政府ノ要󠄁望󠄁ニ副ヘルカ如キ調󠄁査硏究ノ行ハルヽカ如ク諸󠄀調󠄁査機關及󠄁硏究家ニ對シ方向ヲ與フルコトニモ重點ヲ置クモノトス。仌テ政府機關ニ對シ本問題ニ關スル各方面ノ調󠄁査硏究ノ槪要󠄁ヲ月󠄁報トシテ報吿シ、他方政府側ヨリ供給セラルヽ本件情󠄁報ヲ特定向キニ內報スルコトニ關シ具󠄁體案作成方ヲ希望󠄁ス。
 （四）囘敎問題ニ關スル諸󠄀團體又ハ硏究者󠄁、篤志家等ト緊密ナル聯絡ヲ保持シテ、之カ仲介聯絡機關タルノ任務ヲ擔當シ、又必要󠄁ニ應シ此等ヲ動員シ得ル樣所󠄁要󠄁ノ準備聯絡ヲ整ヘ置クモノトス。
 （五）必要󠄁ニ應シ來訪者󠄁又ハ在畱囘敎徒ノ世話、接待ヲナスモノトス。尙敎團ニ對シテハ每月󠄁適󠄁當額ノ補助金ヲ支給スルモノトス。
 （六）囘敎問題ニ關スル國內啓󠄁蒙本項事業ニ關シテハ、關係官廳（主トシテ本省、外務省及󠄁情󠄁報局）ト緊密ニ聯絡ノ上、實效アル啓󠄁發ヲ行フモノトス。
 （七）會計及󠄁人事年四囘ニ亙リ會計報吿ヲ提出スルト共ニ、協會ノ人事ニ關シテハ事前󠄁ニ本省關係課ノ了解ヲ經ルモノトス。—大東亜省、大日本回教協会ノ当面ノ事業ニ関スル指示
回教協会は、外務省と大東亜省から与えられた以上の業務指示を行うために協会の改革に取り組んだ。改革は専務理事である大村謙太郎を中心に行われ、十数名いた職員を2名に減らすなど人事を刷新させた。また、協会内に、回教政策の根本問題を審議することを目的とした諮問機関である「回教政策審議会」を設置し、大村がリーダーに就任した。また、大久保幸次のような回教圏研究所のメンバーも審議会に加わった。回教政策審議会では、占領地のムスリム工作や対外宣伝、留学生の取り締まりなどが審議され、これらは大東亜省を中心として政府に対して具申された。1944年には大東亜省からの資金援助が年間8万円から年間20万円に増額された。

### 解散
1945年（昭和20年）10月15日、日本の敗戦につき回教協会は解散した。解散後、回教協会の専務理事であった大村謙太郎は「日本イスラーム協会」を設立し、大村の死（1962年）後、これは後に宗教団体日本ムスリム協会と学術団体日本イスラム協会に継承された。また、回教協会の所蔵資料は大村謙太郎からの依頼で早稲田大学に所蔵された。

## 組織
1939年（昭和14年）7月の「大日本回教協会本部業務分担表」によると、回教協会は会長と理事長の下に総務部、事業部、調査部がおかれ、それぞれの部署を常任理事が統括していた。各部署には主事と参事が置かれ、その下に事務員や書記、タイピストなどがいた。

## 活動
協会の文書によると、協会の活動の主要目的は工作であるとされている。また、事業事項としては「通商貿易の助長、調査研究文化宣伝並に人材養成、我国人に回教文化及回教圏事情に関する知識の普及、回教圏地方に各土語を以てする我国文化及事情の紹介、関係各国並に各団体に対する連絡、留学生の派遣、回教会館附属学校に於て回教事情及各土語の教育」としており、また、事業計画として「巡礼船の派遣、本邦各種貿易品の見本船として巡礼船を利用、日本文化の宣伝に巡礼船を利用、民間親善使節の乗船に巡礼船を利用」また、「アラビア語新聞の発行、工作員要請。大日本回教協会もしくは東京モスクにて回教教義・語学・諸事情を修学。その後回教徒として現地へ派遣」としている。

### 広報宣伝活動

#### 映画
回教協会は青山光二が「室町一郎」という名義で脚本を担当し、森井輝雄が監督を務めた記録映画である『東京ノ回教徒』の監修を行った。回教協会は出演者や撮影場所の便宜を図って企画や指導にあたった。映画の脚本は1944年（昭和19年）6月に完成し、映画は9月末に完成、10月に特別試写会が行われた。

#### 出版
回教協会は、外務省の協力を受けてムスリム向け写真宣伝雑誌『グラフ』を作成し、在外公館を通じて現地で頒布した。
| 号数     | 出版年月   | 言語                               |
| -------- | ---------- | ---------------------------------- |
| 第一号   | 1940年5月  | アラビア語・マレー語・ウルドゥー語 |
| 第二号   | 1941年2月  | アラビア語・ペルシア語・トルコ語   |
| 第三号   | 1941年5月  | アラビア語・マレー語               |
| 第四号   | 1941年8月  | アラビア語・マレー語               |
| 第五号   | 1941年12月 | アラビア語・満州語・日本語         |
| 第六号？ | 1942年6月  | ウルドゥー語                       |

回教協会は、『回教圏早わかり』『回教圏要覧』『我が南洋貿易と回教徒』『インド回教民族の動向』などを出版した。

#### イベント
回教協会は、東京イスラム教団と1939年秋にイスラーム博覧会である「回教圏展覧会」や「世界回教徒大会」を共催し、対外的な活動を行った。回教圏展覧会は松坂屋の後援で開催され、東京、大阪と名古屋で開かれた。これは1939年から1940年にかけて開催されており、約150万人の入場があったとされる。世界回教徒大会は回教圏展覧会の企画のひとつとして開催され、イエメンやアフガニスタンからの要人が参加した。第二回大会は1940年に東京で予定されていたが、第二次世界大戦の勃発によって無期延期となった。

### 調査活動
回教協会の調査部には5名が所属しており、それぞれ地域別で役割が分担されていた。回教協会は、月刊誌『回教世界』を1939年から1941年にかけて発行し、調査・研究活動を行った。『回教世界』の発刊主旨は「世界において回教圏が占める重要性」と「日本人の回教圏についての無知」を指摘したうえで、防共や東亜新秩序の建設のために回教圏が重要であることを強調している

## 評価
治安維持法で収監され、出所後の1944年3月に協会に就職した哲学者の古在由重は、自身の日記において「軍事的にそして国内生活的に窮迫した昨今の情勢のもとで、『大東亜共栄圏』における回教徒大衆への政策について調査立件と言う仕事が、そんなにアクチュアルな活動を要求する可能性は、原則的に見て、ありえないことだろう」とした。